# جبل الصايرة
جبل الصايرة ويطلق عليه أيضًا جبل الصايرة البيضاء، والجبل الجليدي، يقع في محافظة بيشة التابعة لمنطقة عسير جنوب المملكة العربية السعودية، ويمتد على مسافة ثلاثة كيلو مترات تقريبًا باتجاه جنوب شرق المحافظة.

## جيولوجيا
يتكون الجبل من كتلة من أحجار المرو التي تحتوي على معدن الكوارتز المستخدم في صناعة الزجاج، وهو ما أعطى الجبل لونه الأبيض الذي يميزه عن بقية جبال بيشة المعروفة باللون الأحمر والأسود.